# Abbaye de Maagdendale
L'abbaye de Maagdendale que l'on appelle aussi abbaye du Val-des-Vierges était un monastère de moniales cisterciennes fondé au XIIIe siècle au bord de l'Escaut, dans la ville d'Audenarde, en Belgique. 
L'abbaye a connu des épreuves majeures, comme en 1408 quand elle fut ravagée par des inondations provoquées par l'Escaut. Durant les années de guerres religieuses, elle fut plusieurs fois perquisitionnée et, en 1576, pillée par les Gueux, qui occasionnèrent de nombreux dégâts y compris à l'intérieur de l'église abbatiale. En 1684, une grande partie des bâtiments fut détruite par le feu causé par les bombardements de l'armée française.
Les bâtiments que l'on voit aujourd’hui datent du XVIIIe siècle sauf l’abbatiale de style gothique qui remonte au XIIIe siècle. 
La communauté fut dissoute et l'abbaye supprimée en 1796 par le pouvoir révolutionnaire français, les bâtiments étant vendus comme biens nationaux. Après avoir été utilisée comme casernes et modifiée pour en faire des maisons et un manège d'équitation, la maison abbatiale restaurée accueille aujourd'hui différents services administratifs de la ville. 

## Éléments d’histoire

### Ancienne abbaye
La situation devenant dangereuse pour elles, des religieuses cisterciennes quittent leur couvent de Flobecq et obtiennent en 1233 du comte Arnould IV, baron de Pamele, de s’installer dans un nouveau domaine, sur la rive orientale de l’Escaut, dans le hameau de Pamele, rattaché aujourd’hui à la commune d'Audenarde. Elles y construisent leur monastère, qui reçoit son affiliation à l'ordre de Cîteaux.
En 1408, l'abbaye est ravagée par des inondations provoquées par l'Escaut. Une réforme des usages monastiques y est menée à bien en 1468. Durant les années de guerres religieuses l’abbaye est plusieurs fois perquisitionnée et, en 1576, ravagée par les Gueux qui la pillent et occasionnent de nombreux et graves dégâts y compris à l’intérieur de l'église abbatiale. 
Amatus, un membre de la famille de Villegas, y a été prieur.
En 1684, une grande partie des bâtiments est détruite par le feu causé par les bombardements de l'armée française lors de la défense de la ville d'Audenarde. La reconstruction continue jusqu'au milieu du XVIIIe siècle. Les bâtiments que l'on voit aujourd'hui datent de cette époque sauf l'abbatiale de style gothique qui remonte au XIIIe siècle. 
La communauté est dissoute et l’abbaye supprimée en septembre 1796 par le pouvoir révolutionnaire français. Les bâtiments sont vendus comme biens nationaux.

### Reprise des bâtiments
Dès 1826, les bâtiments passent entre les mains des autorités civiles. Après l'indépendance de la Belgique, entre 1830 et 1966, ils sont utilisés comme casernes. Au cours du XIXe siècle, la présence militaire transforme le quartier, des maisons d’un étage y sont édifiées, un manège aujourd’hui disparu est construit et les bâtiments monastiques modifiés. 
En 1966, la ville d'Audenarde acquiert le domaine en échange du château de Bourgogne exproprié par l'État belge. La maison abbatiale restaurée accueille aujourd'hui l'Académie royale pour les Arts visuels et les archives de la ville.

## Aspects religieux
Comme tout édifice catholique de la province de Flandre orientale, l'abbaye de Maagdendale est rattachée au diocèse de Gand.

## Aspects architecturaux
De l'abbaye, reconstruite après le bombardement de 1684, il subsiste la chapelle et deux ailes de bâtiments dont l'une est ornée d'un portail remarquable.

## Pour compléter